# رتبه‌بندی اوراق قرضه
رتبه‌بندی اوراق قرضه، (به انگلیسی: bond credit rating) به روش سنجش اعتبار امکان نکول (عدم توانایی بازپرداخت اصل و فرع) اوراق قرضه توسط ناشر آن، اطلاق می‌گردد. آژانس‌های سنجش اعتبار چون مودیز، استاندارد اند پورز و فیتش ریتینگز توان مالی ناشران اوراق قرضه، اعم از دولتی یا شرکتی، را مورد تحلیل قرار می‌دهند و براساس نتیجه، آن‌ها را رتبه‌بندی می‌کنند.
برخورداری از درجه AAA احتمال نکول را خیلی بعید و درجه D این احتمال را قریب به یقین می‌سازد. اوراق قرضه درجه BB یا کمتر از آن، فاقد اعتبار اوراق قرضه برخوردار از ارزش سرمایه‌گذاری می‌باشند. تغییر وضعیت مالی ناشر، موجب تغییر رتبه‌بندی مورد اشاره می‌شود.